# Dyssynchronie
La dyssynchronie ou dyssynchronie de développement est un concept développé par le psychologue français Jean-Charles Terrassier pour décrire le vécu psychosocial des enfants intellectuellement précoces ou surdoués.
Ces enfants présentent un développement affectif et une maturation psychomotrice normale, tandis que leur développement intellectuel est supérieur à la normale définie par la comparaison avec les performances intellectuelles des enfants de leur âge (dyssynchronie interne). D'autre part, l'école, les camarades et parfois les parents n'attendent d'eux qu'un comportement dans la norme de leur âge (dyssynchronie sociale).

## Description
- Si vous ne connaissez pas le sujet, laissez ce bandeau (vous pouvez alors contacter les auteurs).
- Si vous supprimez le contenu mis en cause (vous pouvez préalablement contacter les auteurs),

argumentez précisément cette suppression dans la page de discussion
(un manque de référence n'est pas un argument ; une recherche réelle de référence doit avoir été effectuée, être formellement documentée).
Celle-ci se traduit par des difficultés d'insertion scolaire et familiale.

« N'oublions pas non plus que les enfants doués ne sont pas toujours précoces ; leur développement est plutôt lent et leurs capacités restent parfois fort longtemps à l'état de latence. »

Certains spécialistes, certaines associations ou certains enseignants[réf. nécessaire], considèrent que le système scolaire ne permet pas l'épanouissement optimal de la plupart de ces enfants. En effet, l'apprentissage de la plupart des enfants est fondé sur la répétition jusqu'à la maîtrise des connaissances à acquérir. Les capacités mnésiques et les capacités cognitives propres aux enfants surdoués leur permettent l'acquisition de notions nouvelles en très peu de temps, et souvent sans avoir besoin de répétitions lourdes et continuelles. Ainsi, quand les autres élèves en sont à la répétition de la leçon dont ils n'ont pas encore saisi le sens complet, l'enfant surdoué en a déjà réalisé l'acquisition complète ou, du moins, il ressent le savoir véhiculé comme acquis. Cet état de fait peut être à l'origine de problèmes futurs, car le surdoué n'acquerra pas de méthodes de travail et lorsque ses capacités cognitives ne lui permettront plus une acquisition quasi instantanée, il se sentira perdu.

« Dans une classe spéciale de biens doués, l'enfant court le danger de se développer unilatéralement. Au contraire, dans une classe normale, il s'ennuiera, certes, quand il s'agira de la matière dans laquelle il est supérieur, mais l'étude des autres lui rappellera son retard et cela ne peut que lui être utile et nécessaire au point de vue moral. »